# روث جي. شو
روث جي. شو (بالإنجليزية: Ruth G. Shaw)‏ هي مسيرة أعمال أمريكية، ولدت في 19 فبراير 1948 في دانفيل في الولايات المتحدة.